# Chirita sclerophylla
Chirita sclerophylla är en tvåhjärtbladig växtart som beskrevs av Wen Tsai Wang. Chirita sclerophylla ingår i släktet Chirita och familjen Gesneriaceae. Inga underarter finns listade i Catalogue of Life.